# Trujillo (stan)
Trujillo (hiszp. Estado Trujillo) – to jeden z 23 stanów Wenezueli. Jego stolicą jest Trujillo.
Stan Trujillo zajmuje powierzchnię 7400 km², w 2011 roku liczył 686 367 mieszkańców. Dla porównania, w 1971 było ich 381,3 tys.
Większość stanu górzysta (Cordillera de Mérida). Na zachodzie niewielka nizina położona nad jeziorem Maracaibo. Główna rzeka stanu to Motatán. Uprawia się kawowce, trzcinę cukrową, ananasy, ryż, pszenicę, ziemniaki. Hodowane jest bydło, występuje eksploatacja lasów. Przemysł spożywczy i drzewny. Przez Trujillo przechodzi odgałęzienie Autostrady Panamerykańskiej.
Na terenie stanu znajdują się części Parku Narodowego Sierra de La Culata, Parku Narodowego Dinira, Parku Narodowego Guaramacal oraz Parku Narodowego Dr. José Gregorio Hernández.

## Gminy i ich siedziby
1. Andrés Bello (Santa Isabel)
2. Boconó (Boconó)
3. Bolívar (Sabana Grande)
4. Candelaria (Chejendé)
5. Carache (Carache)
6. Escuque (Escuque)
7. José Felipe Márquez Cañizales (El Paradero)
8. José Vicente Campo Elías (Campo Elías)
9. La Ceiba (Santa Apolonia)
10. Miranda (El Dividive)
11. Monte Carmelo (Monte Carmelo)
12. Motatán (Motatán)
13. Pampán (Pampán)
14. Pampanito (Pampanito)
15. Rafael Rangel (Betijoque)
16. San Rafael de Carvajal (Carvajal)
17. Sucre (Sabana de Mendoza)
18. Trujillo (Trujillo)
19. Urdaneta (La Quebrada)
20. Valera (Valera)